# Crowsonius
Crowsonius es una género de coleóptero de la familia Monotomidae.

## Especies
Este género está compuesto por las siguientes especies:
- Crowsonius meliponae Pakaluk & Slipinski, 1993
- Crowsonius parensis Pakaluk & Slipinski, 1995
- Crowsonius similis Pakaluk & Slipinski, 1993